# La Chapelle-sur-Furieuse
La Chapelle-sur-Furieuse ist eine Gemeinde im französischen Département Jura in der Region Bourgogne-Franche-Comté.

## Geographie
La Chapelle-sur-Furieuse liegt auf 280 m, etwa 29 Kilometer ostsüdöstlich der Stadt Dole (Luftlinie). Das Dorf erstreckt sich im westlichen Jura, in Talmulde der Furieuse kurz vor ihrer Mündung in die Loue, beidseits des Ruisseau d’Ivrey am Nordwestfuß des Mont Poupet.
Die Fläche des 9,03 km² großen Gemeindegebiets umfasst einen Abschnitt des französischen Juras. Der zentrale Teil des Gebietes wird von der Talmulde der Furieuse eingenommen, die in Nord-Süd-Richtung orientiert ist. Während das Tal im Süden des Gemeindebodens noch schmal ist, weitet sich der Talboden bei La Chapelle-sur-Furieuse auf eine Breite von rund einem Kilometer. Ganz im Norden reicht das Gebiet in die Talsenke der Loue. Im Westen verläuft die Gemeindegrenze auf den bewaldeten Kuppen der Höhe von Vaulgrenant (bis 460 m). Nach Osten erstreckt sich das Gemeindeareal in den unteren Abschnitt des tief eingeschnittenen Erosionstals des Ruisseau d’Ivrey und an die umliegenden, meist bewaldeten Hänge am Fuß des Mont Poupet. Mit 550 m wird auf der Höhe von By die höchste Erhebung von La Chapelle-sur-Furieuse erreicht.
Zu La Chapelle-sur-Furieuse gehören neben dem eigentlichen Ort auch mehrere Weiler und Einzelhöfe, darunter:
- Saint-Benoît (295 m) im Tal der Furieuse am Ostfuß der Höhen von Vaulgrenant
- Onay (340 m) auf einem Geländevorsprung über dem Tal der Furieuse am Westfuß des Mont Poupet

Nachbargemeinden von La Chapelle-sur-Furieuse sind Rennes-sur-Loue im Norden, By, Ivrey und Saint-Thiébaud im Osten, Salins-les-Bains und Marnoz im Süden sowie Pagnoz und Grange-de-Vaivre im Westen.

## Geschichte
Verschiedene Funde weisen darauf hin, dass das Gemeindegebiet von La Chapelle-sur-Furieuse bereits in vorgeschichtlicher Zeit und während der gallorömischen Zeit besiedelt war. 
In den Jahren 1636 bis 1638 wurde das Dorf von schweren Pestepidemien heimgesucht. Zusammen mit der Franche-Comté gelangte es mit dem Frieden von Nimwegen 1678 an Frankreich. Zu einer Gebietsveränderung kam es 1825, als die zuvor selbständigen Gemeinden Onay und Chilley (heute Saint-Benoît) nach La Chapelle eingemeindet wurden. 
Um Verwechslungen mit anderen Gemeinden gleichen Namens zu vermeiden, wurde La Chapelle 1933 offiziell in La Chapelle-sur-Furieuse umbenannt.
Als sich Frankreich im Zweiten Weltkrieg unter deutscher Besatzung befand, gründeten die Kommunisten Marcel Néplaz und Gaston Outrey eine lokale Widerstandsgruppe der Résistance. Sie waren zunächst im Wald Forêt de Chaux von La Vieille-Loye aktiv gewesen und mussten sich nach La Chapelle-sur-Furieuse zurückziehen. Hier erhielt der Widerstand die Unterstützung der Brüder Velut, die auf dem Gebiet der Gemeinde einen Bauernhof bewirtschafteten. Néplaz wurde am 15. Juni 1944 von den Deutschen erschossen. Outrey wurde am 14. März 1944 von ihnen festgenommen, gefoltert und am 18. Juni 1944 in das KZ Dachau deportiert. Er überlebte das Lager und kehrte in seine Heimat zurück.

## Sehenswürdigkeiten
Die Dorfkirche von La Chapelle-sur-Furieuse wurde im 16. Jahrhundert erbaut und im 17. Jahrhundert verändert. Neben der Kirche steht ein Herrschaftshaus, das im 18. Jahrhundert errichtet wurde. In der Kapelle Saint-Benoît befindet sich eine Steinstatue aus dem 15. Jahrhundert. Auch der Weiler Onay besitzt eine kleine Kapelle aus dem 17. Jahrhundert. 

## Bevölkerung
| Jahr                       | 1962 | 1968 | 1975 | 1982 | 1990 | 1999 | 2008 | 2017 |
| -------------------------- | ---- | ---- | ---- | ---- | ---- | ---- | ---- | ---- |
| Einwohner                  | 241  | 222  | 200  | 224  | 254  | 286  | 315  | 320  |
| Quellen: Cassini und INSEE |      |      |      |      |      |      |      |      |

Mit 299 Einwohnern (Stand 1. Januar 2022) gehört La Chapelle-sur-Furieuse zu den kleinen Gemeinden des Départements Jura. Nachdem die Einwohnerzahl in der ersten Hälfte des 20. Jahrhunderts markant abgenommen hatte (1886 wurden noch 460 Personen gezählt), wurde seit Mitte der 1970er Jahre wieder ein Bevölkerungswachstum verzeichnet.

## Wirtschaft und Infrastruktur
La Chapelle-sur-Furieuse war bis weit ins 20. Jahrhundert hinein ein vorwiegend durch die Landwirtschaft (Ackerbau, Weinbau und Obstbau) und die Forstwirtschaft geprägtes Dorf. Daneben gibt es heute einige Betriebe des lokalen Kleingewerbes, vor allem im Bereich der Holzverarbeitung. Mittlerweile hat sich das Dorf auch zu einer Wohngemeinde gewandelt. Viele Erwerbstätige sind Wegpendler, die in den größeren Ortschaften der Umgebung ihrer Arbeit nachgehen.
Die Ortschaft liegt abseits der größeren Durchgangsstraßen an einer Departementsstraße, die von Salins-les-Bains nach Quingey führt. Weitere Straßenverbindungen bestehen mit Rennes-sur-Loue, By und Ivrey.